# Série 701 a 719 da CP
A Série 701 a 719, anteriormente classificada de Série 101 a 119 e Série 1701 a 1719, foi um tipo de locomotiva a tracção a vapor, utilizada pela Companhia dos Caminhos de Ferro Portugueses nas Linhas do Linha do Algarve e da Beira Alta.

## História
Algumas das locomotivas desta série foram fabricadas, desde 1921, pela companhia britânica North British Locomotive Company. Pelo menos uma das unidades, a 701, foi produzida pela casa alemã L. Schwartzkopff (en) em 1912.
Na década de 1990, a unidade número 701 foi parqueada numa via de resguardo da estação de Vila Nova de Gaia, em conjunto com outras locomotivas a vapor de outras séries, tendo desde então ficado ao abandono, chegando a um avançado grau de  degradação.

## Descrição
Esta série também foi designada pela numeração de de 1701 a 1719, quando estava ao serviço da divisão de Sul e Sueste da Companhia dos Caminhos de Ferro Portugueses, e de 101 a 119. Estas locomotivas circularam no Ramal de Lagos, e na Linha da Beira Alta.

## Ficha técnica

### Características gerais
- Tipo de tracção: Vapor
- Número de unidades construídas: 19 (701 - 719)
- Fabricante: North British Locomotive Company e L. Schwartzkopff
- Tipo de bitola: Ibérica